# Aspicolpus hudsoni
Aspicolpus hudsoni är en stekelart som beskrevs av Turner 1922. Aspicolpus hudsoni ingår i släktet Aspicolpus och familjen bracksteklar. Utöver nominatformen finns också underarten A. h. castaneus.